# Надвое
«На́двое» — российский мелодраматический телесериал режиссёра Валерия Тодоровского. Производством занималась «Продюсерская компания Валерия Тодоровского» по заказу «НМГ Студии» и ВГТРК.
Премьера телесериала должна была состояться в онлайн-кинотеатрах more.tv и Wink 29 сентября 2022 года, но была перенесена на 3 октября 2022 года из-за трагедии в Ижевске.
Телевизионная премьера телесериала запланирована на телеканале «Россия-1».

## Сюжет
Двое коллег-москвичей отправляются в деловую поездку в Санкт-Петербург. Давно женатый и серьезный Костя знакомится с тусовщицей Ирой, а шутливый холостяк Саня проникается теплыми чувствами к виолончелистке Насте. Новые встречи в другом городе изменят жизни героев, разделив их надвое.

## Персонажи

### В главных ролях
| Актёр              | Роль             |
| ------------------ | ---------------- |
| Данила Козловский  | Костя            |
| Александр Петров   | Саня             |
| Ирина Старшенбаум  | Ира              |
| Елизавета Базыкина | Настя            |
| Анна Синякина      | Лиза, жена Кости |

### В ролях
| Актёр               | Роль                 |
| ------------------- | -------------------- |
| Андрей Ташков       | начальник            |
| Сергей Яценюк       | следователь          |
| Елена Смирнова      | бабушка Иры          |
| Анастасия Волынская | Галя                 |
| Алексей Фатеев      | Андрей хирург        |
| Валерий Ярёменко    | Стародубцев режиссёр |
| Нина Гизбрехт       | Вера                 |
| Сергей Власов       | отец Сани            |
| Светлана Флейтес    | гостья на свадьбе    |

## Производство
Съёмки сериала стартовали в апреле 2021 года, а завершились в июле 2021 года. Съёмки проходили в Москве и Санкт-Петербурге, мелодраму удалось снять за короткий срок, чуть больше, чем за два месяца — 64 смены. На съемки в офисе потратили всего восемь дней. Они проходили в настоящем опенспейсе, так как из-за пандемии его работники ушли на «удалёнку».
Съёмки на Невском проспекте были осложнены периодом пандемии, ношение масок в то время было обязательным. Эпизоды на корабле снимали с воздуха и с палубы соседнего судна. Во время съемок интимных сцен количество присутствующих на площадке сокращали, чтобы актерам было комфортнее сниматься.. Съемки на крыше проходили со страховкой и с участием каскадеров.
Для Елизаветы Базыкиной мелодрама является дебютной работой. «Надвое» — это первый проект, в котором снялись вместе Данила Козловский и Александр Петров.

«Можно было бы спокойно написать: „Эта история основана на жизни миллионов“. Этим она мне, собственно говоря, и показалась интересной — она действительно если не про каждого, то почти про каждого»
— Данила Козловский.
Проект посвящён памяти супруги Валерия Тодоровского, актрисы Евгении Брик, скончавшейся в феврале 2022 года.
Первая серия стала сериалом открытия IV фестиваля сериалов «Пилот». Она была показана 15 июля 2022 года в Иваново.

## Отзывы критиков
Большинство критиков отмечало неспешность, медлительность сюжета, но одни воспринимают это как достоинство, а другие — как недостаток. В числе плюсов «Надвое» многие называют актёрский состав, а в числе минусов — изобилие стереотипов, в которых Москва и Петербург противопоставляются друг другу. Некоторые авторы рецензий указывают на хорошую работу сценаристов и оператора. Ряд критиков выражает мнение, что «Надвое» уступает предыдущим режиссёрским работам Тодоровского.
Максим Ершов («Film.ru») называет сериал «воздушной и лёгкой романтической комедией о зарождении чувств», отмечая, тем не менее, некоторый избыток стереотипов о «тусовочном» Петербурге и «деловой» Москве.
Сергей Ефимов («Комсомольская правда») считает сериал «фундаментальным высказыванием о любви».
Елена Зархина («Газета.ru») находит сюжет сериала вялым, а смысл — неглубоким, при этом положительно характеризует актёрский состав.
Елена Колганова («KM.ru»), высказываясь положительно об актёрском составе, считает, что режиссёрскому таланту Тодоровского не удалось в полной мере раскрыться в жанре мелодрамы для массового зрителя..
Екатерина Алексеева («InterMedia») плюсом сериала называет операторскую работу Сергея Козлова.
Александр Фолин («Кинорепортёр») отмечает удачную работу сценаристов..
Родион Чемонин («Filmz.ru»), отмечая в числе недостатков сериала стереотип противопоставления Москвы Петербургу, убеждён: тот факт, что «Надвое» посвящён погибшей жене Тодоровского Евгении Брик, «нивелирует все претензии к режиссёру в любви к старомодной стилистике».
Ярослав Забалуев («Москвич MAG») считает, что «Надвое» — не лучшая режиссерская работа Тодоровского. Причину неудачи критик видит в разнице возраста режиссёра и персонажей.